# 81-мм міномет Брандт зразка 1927/31 років
81-мм міномет «Брандт», модель 27-31 (фр. 81mm Brandt Mle 1927/1931) — французький батальйонний 81-мм міномет зразка 1927/1931 років.

## Історія
Цей міномет був розроблений Едгаром Брандтом після вивчення британського 81-мм міномета Стокса. Революційним винаходом стала конструкція двоноги, за допомогою якої можна було швидко та легко встановлювати міномет на ґрунт будь-якого типу. Крім того, гранати, що використовувалися в мінометі Стокса замінили мінами обтічної форми, завдяки чому збільшилася дальність польоту.
Міномет розбирався для перенесення на три частини — ствол (вага — 20,7 кг), двонога (18,5 кг) та опорна плита (20,5 кг). Це був перший міномет, створений за схемою, яка стала згодом стала класичною. Скорострільність міномета становила до 25 пострілів на хвилину.

## Використання
До 1940 року французька армія отримала близько 8000 одиниць 81mm Mle 27/31. Однак експортний успіх був колосальний — у багатьох країнах світу почалося виготовлення ліцензійних та неліцензійних копій міномета під свій калібр та з деякими змінами. Широко використався під час Другої Світової війни та у післявоєнних конфліктах.

## Країни— експлуатанти
- Австрія: після аншлюсу міномети, які знаходились на озброєнні австрійської армії були передані до Вермахту як 8,14 cm GRW 33 (o).
- Чехословаччина: виготовлявся як 8 cm minomet vz. 36. Після окупації у Вермахті як 8.14 cm GrW 278 (t).
- Данія: після окупації у Вермахті як 8.14 cm GrW 275 (d).
- Естонія
- Фінляндія
- Франція: після окупації у Вермахті як 8.14cm GrW 278(f) та 278/1(f).
- Третій Рейх
- Японія: виготовлявся по ліцензії як 81 mm Type 3
- Греція: поставлено 325 одиниці
- Ірландія:
- Італія: виготовлявся без ліцензії як «mortaio da 81 Mod. 35»
- Югославія: виготовлявся по ліцензії як 8,1 cm MWM 31/38 Kragvjewac, після окупації в Вермахті як 8.14 cm GrW 270 (j).
- Румунія
- Польща: виготовлявся по ліцензії як 81 mm moździerz wz. 1931, після окупації в Вермахті як 8.14 cm GrW 31 (p).